# Peter Knötzele
Peter Knötzele (* 1965 in Pforzheim) ist ein deutscher Provinzialrömischer Archäologe.

## Leben
Peter Knötzele studierte Archäologie und Geschichte an der Universität Freiburg und in London. In Freiburg wurde er 1996 bei Hans Ulrich Nuber promoviert. Er nahm an zahlreichen Ausgrabungen in Deutschland sowie im Libanon und in Syrien teil. Die Tätigkeit in Syrien erstreckte sich von 1997 bis 2010, dazu gehörte eine langjährige Mitarbeit (von 2001 bis 2010) bei den Ausgrabungen auf der Zitadelle von Aleppo unter der Leitung von Kay Kohlmeyer von der Hochschule für Technik und Wirtschaft Berlin. Darüber hinaus war er freiberuflich beteiligt an mehreren Ortschroniken und einer Biographie, sowie an mehreren Ausstellungen, die er konzipiert oder wissenschaftlich begleitet hat.
Im Rahmen der Tätigkeit bei der Stadt Heidenheim entwickelte er ein archäologisches Schaufenster sowie ein Projekt für Langzeitarbeitslose „Mitmachen erwünscht“, das vom Europäischen Sozialfond gefördert wurde. Von 2007 bis 2013 war er Stadtarchäologe in Heidenheim an der Brenz, dann bei der Archäologie-Zentrum GmbH, einer privaten Grabungsfirma in Günzburg beschäftigt. Derzeit (2020) ist Knötzele bei der Firma Archaeotask mit Sitz in Engen angestellt.

## Publikationen (Auswahl)
- mit Rolf-Heiner Behrends: Der römische Gutshof von Karlsruhe-Durlach. Freundeskreis Pfinzgaumuseum Durlach, Karlsruhe-Durlach 1995, ISBN 3-9803311-1-3.
- Zur Topographie des römischen Stettfeld (Landkreis Karlsruhe). Grabungen 1974–1987. Theiss, Stuttgart 2006, ISBN 3-8062-2040-9 (= Dissertation).
- Römische Schuhe. Luxus an den Füßen (= Schriften des Limesmuseums Aalen 59). Theiss, Stuttgart 2007, ISBN 3-8062-2172-3.
- Der Hund ist des Thrones wert. Kulturgeschichte des Hundes – von den Anfängen durch die Antike bis ins Mittelalter. Oertel + Spörer, Reutlingen 2011, ISBN 978-3-88627-837-4.
- Die Römer in Karlsruhe, J. S. Klotz Verlag, Neulingen 2018, ISBN 978-3-946231-26-4.
- Das römische Gräberfeld von Stettfeld. Teil 2: Katalog der Gräber und übrigen Befunde. Theiss, Stuttgart 2018, ISBN 978-3-95490-356-6 (online).
- Die Römer in Ettlingen, J. S. Klotz Verlag, Neulingen 2019, ISBN 978-3-948424-19-0.

### Weitere Veröffentlichungen
- Th. Adam/K. Dussel/P. Knötzele, Stettfeld 2000 Jahre Geschichte (Ubstadt-Weiher 2003).
- F. Bloch/V. Daiber/P. Knötzele, Studien zur spätantiken und islamischen Keramik. Orient-Archäologie 18 (Rahden/Westf. 2006) 167 ff.
- Chr. Leschke/P. Knötzele, Geschichte der Stadt Ettlingen 1 A. Aus dem Erdreich geborgen. Archäologische Funde aus Ettlingen (Heidelberg 2006).
- Die von Thran besuchten Stätten in Europa, Malta und Nordafrika. In: Stadtarchiv Karlsruhe (Hrsg.), Eine Afrikareise im Auftrag des Stadtgründers. Das Tagebuch des Karlsruher Hofgärtners Christian Thran 1731-1733. Veröff. des Stadtarchivs Karlsruhe 30 (Karlsruhe 2008) 57-74.
- Von der frühen Besiedlung zur ersten Urkunde. In: Bürgerverein Grünwinkel (Hrsg.), Grünwinkel. Gutshof – Gemeinde-Stadtteil (Karlsruhe 2009) 19-44.
- Die Lederfunde aus Osterburken. In: Fundberichte aus Baden-Württemberg 34/1, 2014, 699-766.